# 车勒诺尔
车勒诺尔（羅馬化：Tsöl nuur，意为“沙漠湖”），是一个位于中国内蒙古自治区鄂尔多斯市伊金霍洛旗的湖泊，面积约为9平方千米。